# كنز (حبيش)

تعديل مصدري - تعديل

كنز محلة تابعة لقرية السلف، التابعة لعزلة بني معين بمديرية حبيش إحدى مديريات محافظة إب في الجمهورية اليمنية، بلغ تعداد سكانها 120 حسب تعداد اليمن لعام 2004.